# Chicago (film 2002)
Chicago è un film del 2002 diretto da Rob Marshall.
Scritto da Bill Condon e basato sull'omonimo musical di Broadway, il film è interpretato da Renée Zellweger, Catherine Zeta-Jones, Richard Gere e John C. Reilly.
Acclamato da critica e pubblico, la pellicola ha ottenuto diversi riconoscimenti, tra cui sei premi Oscar, in particolare quello per il miglior film, nell'edizione del 2003, tre Golden Globe e due BAFTA.

## Trama
Chicago, 1924: Velma Kelly è una star dei nightclub che una sera, dopo essersi esibita nel suo numero (All that jazz), viene arrestata per aver ucciso il marito Charlie e la sorella Veronica, che lei aveva sorpreso a letto insieme. All'esibizione assiste anche Roxie Hart, una donna che spera di diventare anche lei una star e calcare le scene dei locali della città. Roxie spera che il suo amante Fred possa riuscire a farla diventare famosa attraverso le sue conoscenze nel mondo dello spettacolo, ma quando scopre che lui l'ha ingannata soltanto per andare a letto con lei, Roxie lo uccide. La donna cerca di convincere suo marito Amos a difenderla, dicendogli che l'amante morto era un ladro, ma durante l'interrogatorio la verità viene a galla e Roxie viene arrestata e portata nella stessa prigione in cui è rinchiusa Velma (Funny Honey).
In carcere, Roxie conquista le simpatie della secondina, Mama Morton (When You're good to Mama), mentre le altre carcerate le raccontano di come sono state arrestate e dei loro omicidi (Cell Block Tango). Per la difesa di Roxie, Amos assume il più talentuoso avvocato sulla piazza, Billy Flynn (All I care about), che è anche l'avvocato di Velma. Grazie a Billy, Roxie conquista la simpatia di diversi giornalisti e dei cittadini (We both reached for the gun) che le darà la sicurezza per licenziare l'avvocato e decidere di procedere da sola, almeno fino a quando una delle assassine compagne di prigione, la Hunyak, non viene giustiziata, e a quel punto farà un passo indietro e si rimetterà nuovamente nelle mani di Billy.
Notando che Roxie sta pian piano diventando più famosa di lei, Velma cerca di convincerla ad aiutarla (I can't do it alone) ma Roxie, per vendicarsi del disprezzo mostratole precedentemente dalla stessa Velma, rifiuta. Nel frattempo una nuova assassina, Kitty Baxter, responsabile della morte di suo marito e ben due amanti che ha sorpreso a letto, viene arrestata, e i riflettori sembrano essere tutti puntati su di lei. Per riavere le attenzioni della stampa e di Billy, Roxie finge di essere incinta. Saputa la notizia, Amos corre da lei, che però lo snobba. Molto dispiaciuto da ciò, Amos riflette sulla relazione che ha con la moglie (Mister Cellophane). Avviene poi il processo, che procede a gonfie vele per Roxie (Razzle Dazzle). Terribilmente gelosa, Velma testimonia per l'accusa contro Roxie, sebbene senza successo. Roxie Hart viene assolta, ma subito dopo perde le attenzioni della gente e di Billy, e solo al termine del processo rivela ad Amos di non essere incinta.
Roxie inventa il suo numero musicale (Nowadays) e cerca invano di farsi assumere in un locale. La cercherà proprio Velma, che è intanto riuscita ad essere assolta ma si trova nella stessa condizione e non riesce più a lavorare. Le due ex nemiche riescono a mettere da parte le loro divergenze e mettono su un numero (Hot Honey Rag). Roxie e Velma tornano all'apice della celebrità, con il pubblico, tra cui Billy e Mama, che le acclama.

## Spettacolo originale
Lo show è ispirato al musical Chicago, originalmente messo in scena a Broadway nel 1975.
La produzione originale non è stata molto apprezzata dal pubblico che non era pronto per uno show cinico. La riproposizione del 1996 ebbe un maggiore successo e continua ad essere interpretata nel West End di Londra e a Broadway. Le influenze di entrambe le produzioni possono essere viste nella versione cinematografica. La produzione originale aveva diviso il musical in atti vaudeville, che creavano qualche problema nel passaggio da spettacolo teatrale a film.

## Cast
Il film è interpretato da Renée Zellweger (Roxie Hart), Catherine Zeta-Jones (Velma Kelly), Richard Gere (Billy Flynn), John C. Reilly (Amos Hart), Queen Latifah (Matron 'Mama' Morton), Lucy Liu (Go-To-Hell Kitty) e Christine Baranski (Mary Sunshine). Diretto da Rob Marshall.
Tutti gli attori principali hanno eseguito essi stessi le parti cantate e ballate del film. Zeta-Jones e Latifah avevano avuto precedenti carriere musicali e Reilly, Zeta-Jones e Baransky hanno avuto esperienze teatrali. Gere è l'attore con maggiore esperienza del cast principale, ed ebbe bisogno di poche prove. Lui necessitò, comunque, lezioni di tip-tap prima di effettuare il suo pezzo di ballo. La Zellweger non aveva mai ballato professionalmente ma aveva cantato già nel film del 1994 Shake, rattle and rock!.
Chita Rivera, che interpretò Velma Kelly nel musical di Broadway nel 1975, appare nel film facendo un cameo come "Nicky".

## Colonna sonora
- All That Jazz - Velma Kelly
- Funny Honey - Roxie Hart
- When You're Good to Mama - Mama Morton
- Cell Block Tango - Six Merry Murdresses of Cook County Jail
- All I Care About - Billy Flynn
- We Both Reached for the Gun - Billy Flynn
- Roxie - Roxie Hart
- I Can't Do It Alone - Velma Kelly
- Mister Cellophane - Amos Hart
- Razzle Dazzle - Billy Flynn
- Nowadays (Roxie) - Roxie Hart
- Nowadays - Velma Kelly e Roxie Hart
- I Move On
- Love Is a Crime - Anastacia (colonna sonora)

Una canzone aggiuntiva, Class, eseguita da Queen Latifah e Catherine Zeta-Jones fu girata, ma tagliata dal film. Il filmato è stato poi incluso nel DVD e la canzone è stata pubblicata nell'album della colonna sonora.

## Origini
Il film è tratto dal musical Chicago di Kander e Ebb, che a loro volta si erano ispirati allo spettacolo teatrale scritto da Maurine Dallas Watkins, Chicago, basato sulla storia di due killer dell'età del Jazz, Beulah Annan e Belva Gaertner. La trama e lo sviluppo di Chicago è molto simile al film Condannatemi se vi riesce (Roxie Hart) di William A. Wellman del 1942, con protagonista Ginger Rogers e, per molti aspetti, ricorda Cabaret di Bob Fosse.
Nel 1927, ne era stata girata una versione muta, Chicago, interpretata da Phyllis Haver nel ruolo di Roxie Hart e da Julia Faye, Velma.

## Distribuzione
Il film è stato distribuito nelle sale cinematografiche degli Stati Uniti il 10 dicembre 2002; in quelle italiane il 10 febbraio 2003.
La trasmissione della prima visione del film è avvenuta la notte del 9 dicembre 2023 su Canale 21.

## Riconoscimenti
- 2003 - Premio Oscar
  - Miglior film a Martin Richards
  - Miglior attrice non protagonista a Catherine Zeta-Jones
  - Migliore scenografia a John Myhre e Gordon Sim
  - Migliori costumi a Colleen Atwood
  - Miglior montaggio a Martin Walsh
  - Miglior sonoro a Michael Minkler, Dominick Tavella e David Lee
  - Candidatura Migliore regia a Rob Marshall
  - Candidatura Miglior attrice protagonista a Renée Zellweger
  - Candidatura Miglior attore non protagonista a John C. Reilly
  - Candidatura Miglior attrice non protagonista a Queen Latifah
  - Candidatura Migliore sceneggiatura non originale a Bill Condon
  - Candidatura Migliore fotografia a Dion Beebe
  - Candidatura Miglior canzone (I Move On) a John Kander e Fred Ebb
- 2003 - Golden Globe
  - Miglior film commedia o musicale
  - Miglior attore in un film commedia o musicale a Richard Gere
  - Miglior attrice in un film commedia o musicale a Renée Zellweger
  - Candidatura Migliore regia a Rob Marshall
  - Candidatura Miglior attrice in un film commedia o musicale a Catherine Zeta-Jones
  - Candidatura Miglior attore non protagonista a John C. Reilly
  - Candidatura Miglior attrice non protagonista a Queen Latifah
  - Candidatura Migliore sceneggiatura a Bill Condon
- 2003 - Premio BAFTA
  - Miglior attrice non protagonista a Catherine Zeta-Jones
  - Miglior sonoro a Maurice Schell, Michael Minkler, Dominick Tavella e David Lee
  - Candidatura Miglior film a Martin Richards
  - Candidatura Migliore regia a Rob Marshall
  - Candidatura Miglior attrice protagonista a Renée Zellweger
  - Candidatura Miglior attrice non protagonista a Queen Latifah
  - Candidatura Migliore fotografia a Dion Beebe
  - Candidatura Migliore scenografia a John Myhre
  - Candidatura Miglior costumi a Colleen Atwood
  - Candidatura Miglior trucco a Jordan Samuel e Judi Cooper-Sealy
  - Candidatura Miglior montaggio a Martin Walsh
  - Candidatura Miglior colonna sonora a Danny Elfman, John Kander e Fred Ebb
- 2003 - Screen Actors Guild Award
  - Miglior cast
  - Migliore attrice protagonista a Renée Zellweger
  - Miglior attrice non protagonista a Catherine Zeta-Jones
  - Candidatura Miglior attore protagonista a Richard Gere
  - Candidatura Miglior attrice non protagonista a Queen Latifah
- 2002 - Central Ohio Film Critics Association Awards
  - Candidatura Miglior attore non protagonista a John C. Reilly
- 2002 - Chicago Film Critics Association Award
  - Candidatura Miglior attrice protagonista a Renée Zellweger
- 2003 - David di Donatello
  - Candidatura Miglior film straniero a Rob Marshall
- 2004 - Grammy Award
  - Miglior compilation della colonna sonora a Randy Spendlove, Ric Wake, Joel Moss e Dan Hetzel
  - Candidatura Miglior canzone (I Move On) a John Kander e Fred Ebb
- 2002 - Las Vegas Film Critics Society Award
  - Miglior attore non protagonista a John C. Reilly
  - Candidatura Miglior attrice protagonista a Renée Zellweger
- 2003 - MTV Movie Award
  - Candidatura Miglior performance femminile a Queen Latifah
- 2002 - National Board of Review Award
  - Migliori dieci film
  - Miglior regista esordiente a Rob Marshall
- 2003 - Satellite Award
  - Candidatura Miglior attrice in un film commedia o musicale a Renée Zellweger
  - Candidatura Migliore sceneggiatura non originale a Bill Condon
  - Candidatura Miglior canzone (Love Is a Crime)
- 2003 - Premio Amanda
  - Candidatura Miglior film straniero a Rob Marshall
- 2004 - Awards of the Japanese Academy
  - Candidatura Miglior film straniero
- 2002 - Boston Society of Film Critics Award
  - Candidatura Miglior attore non protagonista a John C. Reilly
  - Candidatura Miglior attrice non protagonista a Catherine Zeta-Jones
- 2002 - Critics' Choice Movie Award
  - Miglior film
  - Miglior cast
  - Miglior attrice non protagonista a Catherine Zeta-Jones
- 2002 - Evening Standard British Film Award
  - Migliore attrice protagonista a Catherine Zeta-Jones
- 2002 - Phoenix Film Critics Society Award
  - Migliore attrice non protagonista a Catherine Zeta-Jones
  - Migliori costumi a Colleen Atwood
  - Miglior montaggio a Martin Walsh
  - Miglior uso di musica registrata o pubblicata
  - Candidatura Miglior film
  - Candidatura Miglior regia a Rob Marshall
  - Candidatura Miglior regista esordiente a Rob Marshall
  - Candidatura Miglior cast
  - Candidatura Miglior attrice protagonista a Renée Zellweger
  - Candidatura Migliore fotografia a Dion Beebe
- 2002 - Southeastern Film Critics Association Awards
  - Candidatura Miglior film
- 2003 - Teen Choice Awards
  - Candidatura Miglior attrice in un film d'azione/di avventura/drammatico a Queen Latifah
  - Candidatura Miglior attrice rivelazione a Queen Latifah
  - Candidatura Miglior fischio a Lucy Liu
  - Candidatura Miglior bugiardo a Renée Zellweger
  - Candidatura Miglior cattivo a Richard Gere
- 2003 - AFI Award
  - Film dell'anno
- 2003 - Eddie Award
  - Miglior montaggio in un film commedia o musicale a Martin Walsh
- 2003 - BET Award
  - Miglior attrice a Queen Latifah
- 2003 - BMI Film & TV Award
  - Miglior colonna sonora a Danny Elfman
- 2002 - British Society of Cinematographers
  - Candidatura Migliore fotografia a Dion Beebe
- 2003 - Dallas-Fort Worth Film Critics Association Award
  - Miglior film
  - Candidatura Miglior attrice protagonista a Renée Zellweger
  - Candidatura Miglior attrice non protagonista a Catherine Zeta-Jones
- 2003 - DGA Award
  - Miglior regia a Rob Marshall, Joyce Kozy King, Myron Hoffert e Grant Lucibello
- 2003 - Edgar Award
  - Migliore sceneggiatura a Bill Condon
- 2003 - Golden Trailer Award
  - Candidatura Miglior film musicale
- 2004 - Key Art Award
  - Candidatura Miglior trailer a Sarah Broshar
- 2003 - Golden Reel Award
  - Miglior montaggio sonoro (Colonna sonora)
  - Candidatura Miglior montaggio sonoro (Dialoghi & ADR)
- 2002 - New York Film Critics Circle Award
  - Candidatura Miglior film d'esordio a Rob Marshall
- 2003 - WGA Award
  - Candidatura Miglior sceneggiatura non originale a Bill Condon
- 2003 - AARP Movies for Grownups Awards
  - Miglior performance sfuggente a Richard Gere
- 2003 - American Choreography Award
  - Migliori coreografie a Rob Marshall, John DeLuca, Cynthia Onrubia, Joey Pizzi e Denise Faye
- 2003 - Art Directors Guild
  - Candidatura Migliore scenografia a John Myhre, Andrew M. Stearn e Grant Van Der Slagt
- 2002 - Awards Circuit Community Awards
  - Miglior film a Martin Richards
  - Migliori costumi a Colleen Atwood
  - Candidatura Miglior regia a Rob Marshall
  - Candidatura Miglior cast
  - Candidatura Miglior attrice protagonista a Renée Zellweger
  - Candidatura Miglior attrice non protagonista a Catherine Zeta-Jones
  - Candidatura Miglior attrice non protagonista a Queen Latifah
  - Candidatura Miglior sceneggiatura non originale a Bill Condon
  - Candidatura Miglior montaggio a Martin Walsh
  - Candidatura Miglior sonoro
  - Candidatura Miglior scenografia a John Myhre e Gordon Sim
  - Candidatura Miglior fotografia a Dion Beebe
- 2003 - Black Reel Award
  - Miglior attrice non protagonista a Queen Latifah
- 2003 - Canadian Network of Makeup Artists
  - Migliori acconciature a Judy Cooper-Sealy
  - Miglior trucco a Jordan Samuel
- 2003 - Cinema Audio Society
  - Nomination Miglior sonoro a Michael Minkler, Dominick Tavella e David Lee
- 2003 - Costume Designers Guild Award
  - Migliori costumi a Colleen Atwood
- 2003 - Florida Film Critics Circle Award
  - Miglior canzone (Cell Block Tango)
- 2010 - Gold Derby Awards
  - Candidatura Film del decennio
  - Candidatura Attrice non protagonista del decennio a Catherine Zeta-Jones
- 2003 - Gold Derby Awards
  - Miglior film a Martin Richards
  - Miglior montaggio a Martin Walsh
  - Candidatura Miglior regia a Rob Marshall
  - Candidatura Miglior cast
  - Candidatura Miglior attrice protagonista a Renée Zellweger
  - Candidatura Miglior attore non protagonista a John C. Reilly
  - Candidatura Miglior attrice non protagonista a Catherine Zeta-Jones
  - Candidatura Miglior sceneggiatura non originale a Bill Condon
  - Candidatura Miglior canzone originale (I Move On) a John Kander e Fred Ebb
  - Candidatura Migliori costumi a Colleen Atwood
  - Candidatura Miglior scenografia a John Myhre e Andrew M. Stearn
  - Candidatura Miglior fotografia a Dion Beebe
- 2002 - Golden Schmoes Awards
  - Miglior attrice non protagonista a Catherine Zeta-Jones
  - Candidatura Attrice dell'anno a Renée Zellweger
  - Candidatura Miglior colonna sonora
- 2003 - Hollywood Makeup Artist and Hair Stylist Guild Award
  - Miglior trucco a Jordan Samuel, Patricia Keighran e Edelgard K. Pfluegl
- 2003 - International Online Cinema Awards
  - Miglior attrice non protagonista a Catherine Zeta-Jones
  - Candidatura Miglior cast
- 2003 - Italian Online Movie Awards
  - Miglior montaggio a Martin Walsh
  - Candidatura Miglior film
  - Candidatura Miglior regia a Rob Marshall
  - Candidatura Miglior cast
  - Candidatura Miglior attrice protagonista a Renée Zellweger
  - Candidatura Miglior attrice non protagonista a Catherine Zeta-Jones
  - Candidatura Miglior sceneggiatura a Bill Condon
  - Candidatura Miglior canzone originale (I Move On)
  - Candidatura Miglior scenografia
  - Candidatura Migliori costumi
  - Candidatura Miglior trucco
- 2002 - New York Film Critics, Online
  - Miglior film
- 2003 - Online Film & Television Association
  - Miglior film a Martin Richards
  - Miglior film d'esordio a Rob Marshall
  - Miglior cast
  - Miglior canzone (Cell Block Tango)
  - Candidatura Miglior regia a Rob Marshall
  - Candidatura Miglior attrice protagonista a Renée Zellweger
  - Candidatura Miglior attrice non protagonista a Catherine Zeta-Jones
  - Candidatura Miglior casting a Ali Farrell e Laura Rosenthal
  - Candidatura Miglior sceneggiatura non originale a Bill Condon
  - Candidatura Miglior canzone (I Move On)
  - Candidatura Miglior canzone (All That Jazz)
  - Candidatura Miglior canzone (Mister Cellophane)
  - Candidatura Miglior canzone (We Both Reached for the Gun)
  - Candidatura Miglior canzone (When You're Good to Mama)
  - Candidatura Miglior montaggio a Martin Walsh
  - Candidatura Miglior fotografia a Dion Beebe
  - Candidatura Miglior scenografia a John Myhre, Andrew M. Stearn e Gordon Sim
  - Candidatura Migliori costumi a Colleen Atwood
  - Candidatura Miglior trucco e acconciature a Judi Cooper-Sealy e Jordan Samuel
  - Candidatura Miglior montaggio sonoro a David Lee, Michael Minkler e Dominick Tavella
  - Candidatura Miglior momento cinematico (ballo di Cell Block Tango)
- 2003 - Online Film Critics Society Award
  - Candidatura Miglior regista esordiente a Rob Marshall
  - Candidatura Miglior cast
  - Candidatura Migliore attrice non protagonista a Catherine Zeta-Jones
  - Candidatura Migliori costumi a Colleen Atwood
  - Candidatura Miglior montaggio a Martin Walsh
- 2003 - PGA Award
  - Miglior produttore a Martin Richards
- 2003 - Russian Guild of Film Critics
  - Candidatura Miglior attore straniero a Richard Gere
  - Candidatura Miglior attrice straniera a Renée Zellweger
- 2002 - Utah Film Critics Association Awards
  - Candidatura Miglior attrice protagonista a Renée Zellweger
  - Candidatura Miglior attrice non protagonista a Catherine Zeta-Jones
- 2002 - Washington DC Area Film Critics Association Awards
  - Candidatura Miglior regia a Rob Marshall

## Curiosità
- Chicago era un progetto di Bob Fosse, il leggendario coreografo e regista, per il suo prossimo film. Anche se morì prima della realizzazione, nel film si può riscontrare la sua influenza, in particolare nelle coreografie in stile jazz ed è citato nella parte dei ringraziamenti.

## Slogan promozionali
- «With the right song and dance, you can get away with murder.»
- «In a city where everyone loves a legend, there's only room for one.»
- «If You Can't Be Famous, Be Infamous.»
- «Se insegui il successo devi essere disposto a tutto.»